# 山崎千裕
山崎 千裕（やまざき ちひろ、6月26日 - ）は、日本のトランペット奏者。その他に、フリューゲルホルンもこなす。東京都出身。

## 来歴・人物
足立区立伊興中学校の吹奏楽部にてトランペットに出会う。東京芸術大学音楽学部附属音楽高等学校を経て、東京芸術大学音楽学部卒業（2006年3月）。トランペットを杉木峯夫、福田善亮、D・ヘルツォーク、ヒロ野口らに師事。 
映画『のだめカンタービレ』出演、菅野よう子「マクロスin武道館」ライブ参加、ミュージカル『ミュージックマン』『ミス・サイゴン』、宝塚歌劇団『ベルサイユのばら』にオーケストラにて参加。映画『カイジ2』、TV『笑っていいとも!』のレコーディングにも参加している。古楽器によるアンサンブル東京ヒストリカルブラス、東京ブラススタイルにanna名義での活動の他、国立音楽院での講師の活動、ズーラシアンブラスでの演奏も行っている。
2010年、山崎千裕+ROUTE14band結成。
2011年3月、1stミニアルバムの発売。初のLAツアー。同年11月「天空劇場」にてホールワンマンライブ、12月7日にカバーアルバム『花のワルツ』を全国発売。
2012年、横浜シネマジャンクションハードボイルドアクションムービーコンペティション2012に出展された『RaT』に主演女優として出演（Kei役）。作品はグランプリを獲得、山崎自身も主演女優賞を獲得した。
同年、札幌パークジャズライブコンテストグランプリ獲得。
2013年3月、テキサス州オースティンで行われた音楽見本市SXSW2013に出演。それに伴い、全米8都市9公演（テキサス、シカゴ、コロンバス、ニューヨーク、トロント、ラスベガス、ロサンゼルス、サンフランシスコ）のツアーを行う。
2013年6月、カナダトロントで行われたトロントジャズジャズフェスティバルに出演。
2014年2月12日、ソニーミュージックアーティスツよりメジャーデビューアルバム『GOOD ONE』発売。これに伴いメジャーデビュー記念ライブツアーを行う。
同年4月、音楽見本市「SXSW2014」に出演及びテキサス州10公演のツアーが決定。

## ディスコグラフィー

### 山崎千裕+ROUTE14band名義
1stMiniAlbum 2011年3月30日発売
<収録曲>
1. GoooodMorning
2. Japan
3. if
4. WordWorld

- レーベル：POPTONE RECORDS

1stAlbum「花のワルツ」 2011年12月7日発売
<収録曲>
1. 小序曲（Ouverture miniature）
2. 行進曲 （Marche）
3. こんぺいとうの踊り（Danse de la Fee Dragee）
4. トレパーク（Danse russe（Trepak））
5. アラビアの踊り（Danse arabe）
6. 中国の踊り（Danse chinoise）
7. 葦笛の踊り （Danse des mirlitons）
8. 花のワルツ序奏
9. 花のワルツ（Valse des fleurs）

- 規格品番：DQC-844
- レーベル：POPTONE RECORDS、バウンディ

ライブDVD「コンサート2011花のワルツ」 2012年2月9日発売
<収録曲>
1. Opening
2. トレパーク
3. アラビアの踊り
4. 中国の踊り
5. 花のワルツ
6. Sign
7. rat
8. にんじん
9. ROUTE14bandのテーマ
10. Mr.Miz
11. Japan
12. if
13. GoooodMorning

- 特典映像には「花のワルツ」ミュージックビデオを収録。
- 規格品番：YYYT-003 DVD NTSC MPEG-2
- リニアPCM　収録：70分
- レーベル：POPTONE RECORDS

2ndAlbum「夜空のトランペット」 2012年11月23日発売
<収録曲>
1. 夜空のトランペット（ROUTE14 Ver）
2. ROUTE14bandのテーマ
3. Rat
4. にんじん
5. 夏の終わり
6. Sign
7. B
8. カレイドスコープ
9. Mr.Miz
10. オヤスミ
11. 夜空のトランペット
12. シェルリ
13. ToiToiToi

- レーベル：POPTONE RECORDS

### 山崎千裕名義
メジャーデビューアルバム「GOOD ONE」 2014年2月12日発売
<収録曲>
1. ホントノコト
2. Do it!
3. あたたかさの宿る町
4. ナニスル?
5. hands
6. 雨ふりのワルツ
7. No way
8. Long way
9. Tombo in 7/4

- ディスク枚数：2
- フォーマット：CD+DVD
- レーベル：ヴィレッジレコーズ
- 収録時間：42 分
- ASIN：B00GXEXYOQ
- EAN：4542696005779
- 特典映像には「ホントノコト」ミュージックビデオ、「Documentary of GOOD ONE」を収録。